# Заводской район (Минск)

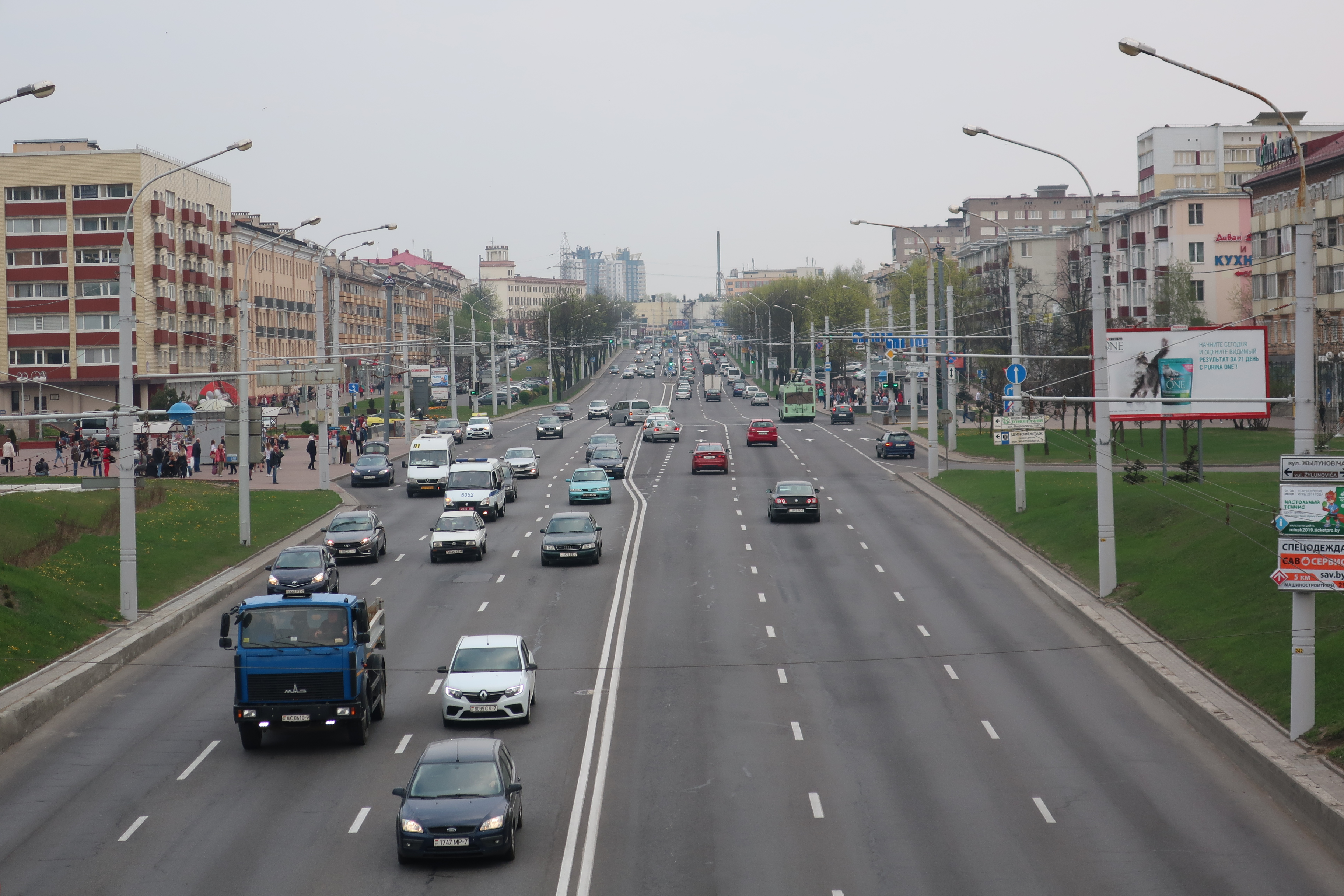
Партизанский проспект

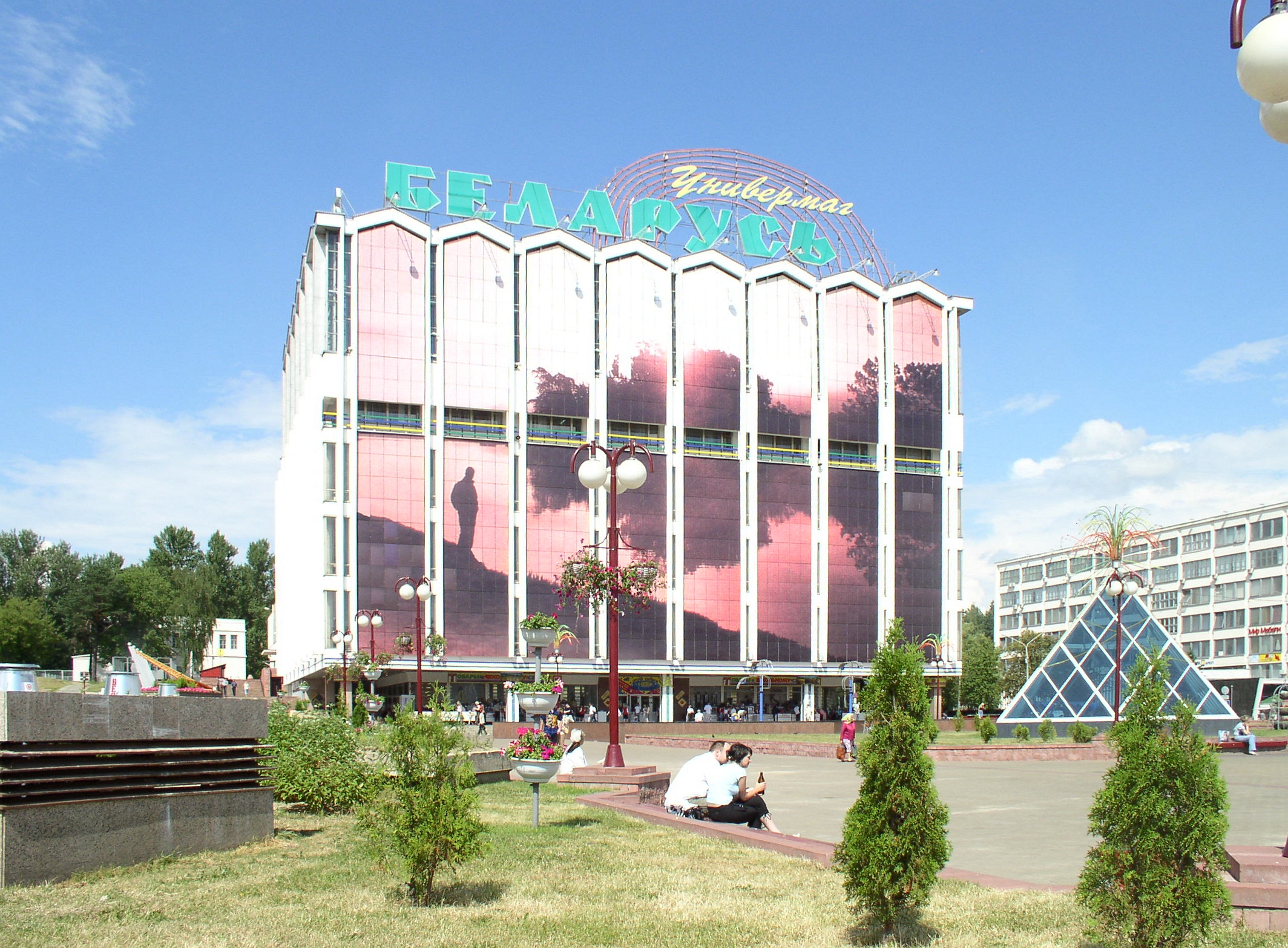
Универмаг «Беларусь»

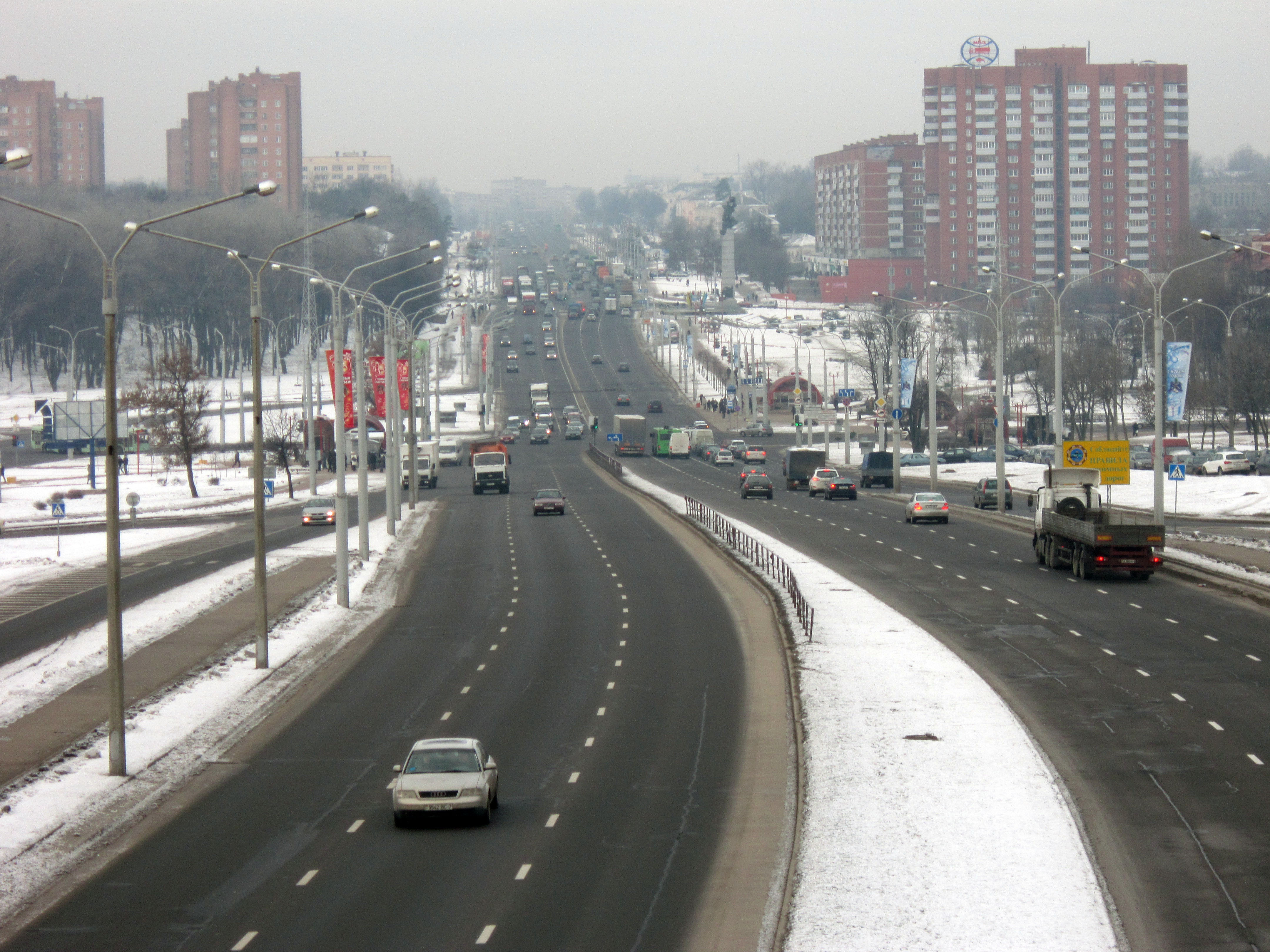
Партизанский проспект

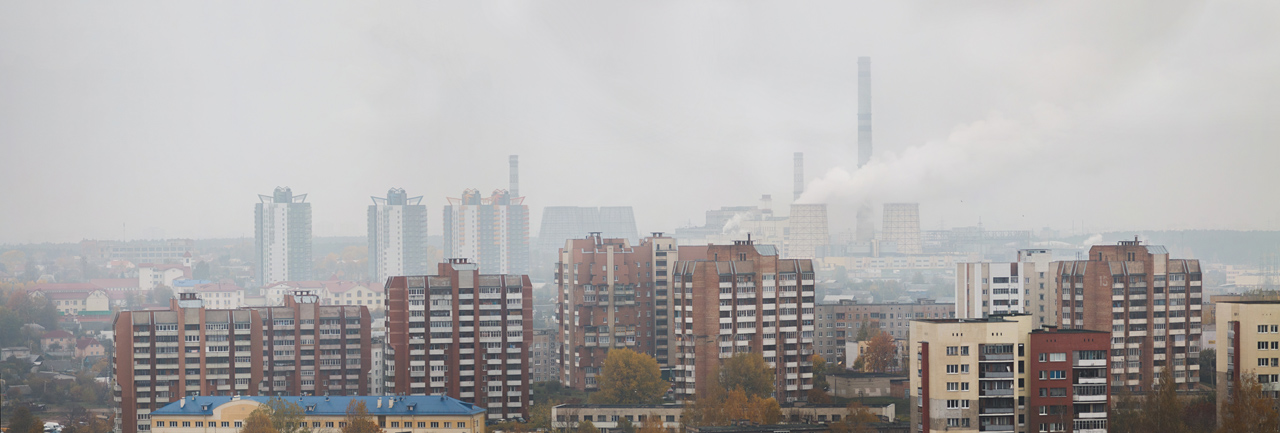
Ангарская и ТЭЦ3

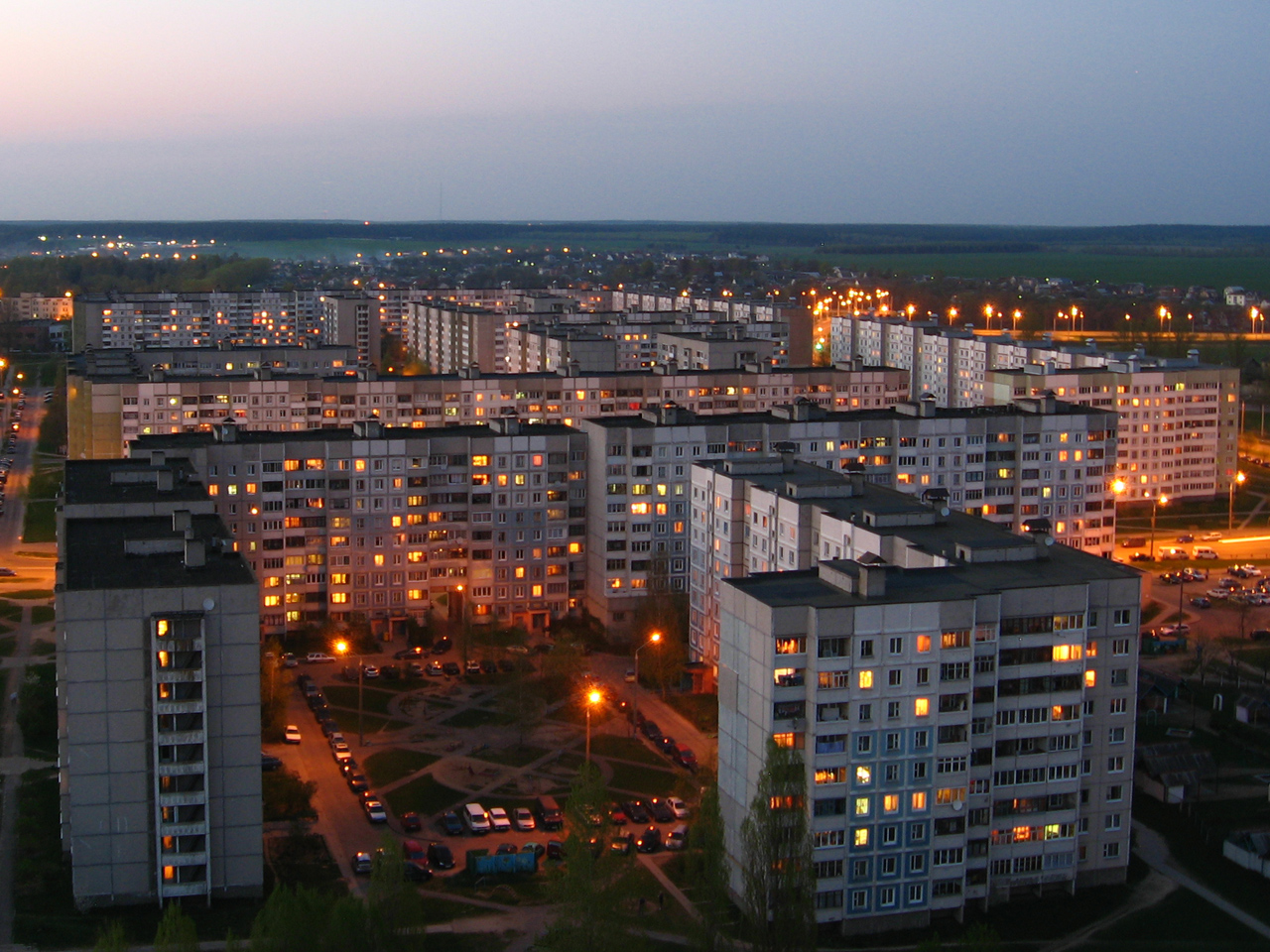
Шабаны

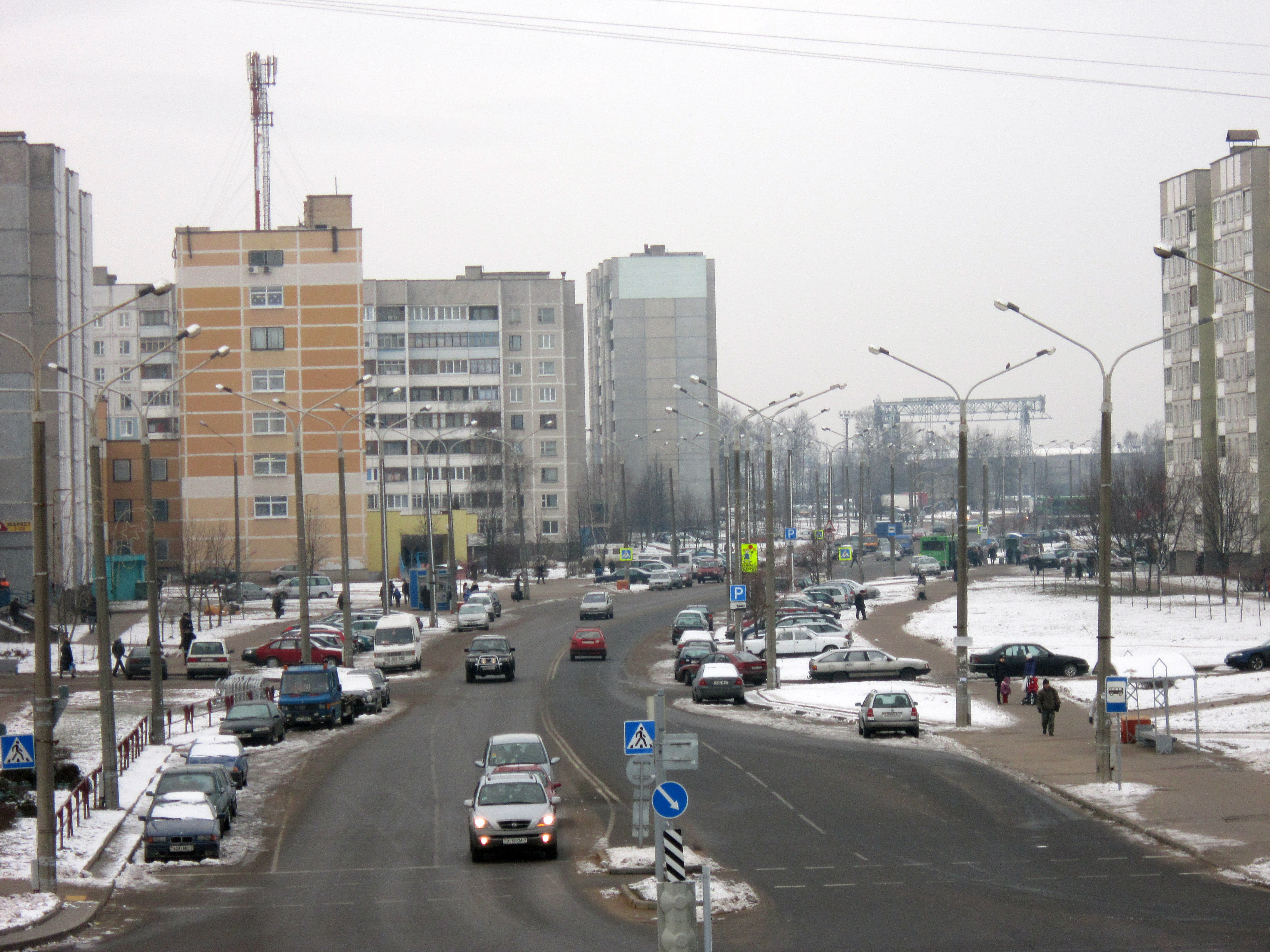
Улица Алеся Бачило в микрорайоне Шабаны

Заводско́й район (бел. Заво́дскі раён) — административный район города Минска.

## История
В юго-восточной части окраины Минска, до 1923 года именовавшейся Архиерейской рощей или Красным урочищем, развивающийся город начал размещать промышленные предприятия, а вместе с ними росли и жилые кварталы.
17 марта 1938 года, учитывая значительный рост населения города Минска, Президиум ЦИК БССР принял постановление об организации в городе Минске трёх городских районов: Сталинского, Ворошиловского и Кагановичского.
Наиболее интенсивно Сталинский район начал развиваться с 1944 года. После Великой Отечественной войны здесь решено было создать промышленный центр города. В возрождающемся Минске был взят курс не столько на восстановление довоенных предприятий, сколько на создание новых отраслей промышленности, значимых не только для советской Белоруссии, но и для всего Советского Союза. Первый автомобильный гигант в СССР — МАЗ — в конце 40-х годов, стал центром Сталинского района.
2 ноября 1961 года указом Президиума Верховного Совета Белорусской ССР Сталинский район был переименован в Заводский.
В современных границах с 1997 года Указом Президента Республики Беларусь от 10 ноября года городской поселок Сосны, находившийся с 1982 года в административном подчинении администрации Заводского района, включен в границы Заводского района г. Минска. Площадь района составляет
5,8 тыс. га.
В январе 2010 года введён в эксплуатацию Банно-оздоровительный комплекс в микрорайоне Шабаны и в этом же году начато строительство культурно-развлекательного спортивного комплекса в микрорайоне Чижовка. С 2011 года начато строительство родильного дома учреждения здравоохранения «5-я городская клиническая больница».
В 2014 году на Чижовке-Арена проходил чемпионат мира по хоккею.
В 2019 году в районе началось строительство Национального футбольного стадиона.
6 марта 2024 года администрации Заводского района г. Минска передан под охрану редкий биотоп — леса в оврагах и на крутых склонах. Местонахождение редкого биотопа: г. Минск, юго-восточная окраина, парк Красная Слобода, правый крутой берег старицы реки Свислочь.

## География
Расположен в юго-восточной части города по обе стороны Партизанского проспекта.

## Население
В 1983 году население района составляло 218 тысяч человек, к 2009 году выросло до 238,8 тысяч. По переписи 2009 года, 84,73 % населения составляли белорусы (самый высокий процент среди всех районов Минска), 7,81 % — русские, 1,2 % — украинцы, 0,67 % — поляки, 0,15 % — евреи, 0,12 % — азербайджанцы, 0,11 % — цыгане, менее 0,1 % — армяне, татары, литовцы и другие. 46 % от общего числа цыган в Минске проживают в Заводском районе.
| Численность населения (по годам) | Численность населения (по годам) | Численность населения (по годам) | Численность населения (по годам) | Численность населения (по годам) | Численность населения (по годам) | Численность населения (по годам) | Численность населения (по годам) | Численность населения (по годам) | Численность населения (по годам) |
| 1996                             | 2000                             | 2001                             | 2002                             | 2003                             | 2004                             | 2005                             | 2006                             | 2007                             | 2008                             |
| -------------------------------- | -------------------------------- | -------------------------------- | -------------------------------- | -------------------------------- | -------------------------------- | -------------------------------- | -------------------------------- | -------------------------------- | -------------------------------- |
| 253 671                          | ↘ 246 473                        | ↘ 244 764                        | ↘ 243 104                        | ↘ 241 170                        | ↘ 239 912                        | ↘ 238 502                        | ↘ 236 262                        | ↘ 234 995                        | ↘ 234 183                        |
| 2009                             | 2010                             | 2011                             | 2012                             | 2013                             | 2014                             | 2015                             | 2016                             | 2017                             | 2018                             |
| ↗ 238 905                        | ↗ 239 069                        | ↘ 238 440                        | ↘ 238 274                        | ↘ 237 583                        | ↘ 237 273                        | ↘ 236 826                        | ↗ 236 837                        | ↘ 236 581                        | ↘ 235 308                        |
| 2019                             | 2020                             |                                  |                                  |                                  |                                  |                                  |                                  |                                  |                                  |
| ↘ 234 340                        | ↗ 234 400                        |                                  |                                  |                                  |                                  |                                  |                                  |                                  |                                  |

## Жилые районы
В состав района входят:
- Чижовка
- Шабаны
- Ангарская
- Сосны

По ряду причин недвижимость в Заводском районе — самая дешёвая в городе. В мае 2019 года сделки по купле-продаже квартир в городе в целом заключались в среднем по 1344 доллара за квадратный метр, в то время как в Заводском районе средняя цена проданных квартир составляла, в зависимости от микрорайона, 1132—1261 доллар за квадратный метр. Жильё в микрорайонах Шабаны и Чижовка — самое дешёвое в городе (из крупных микрорайонов).

## Экономика
Основа экономики района — промышленность.
Заводской район г. Минска является одним из крупнейших промышленных районов города.
В районе располагается более 45 крупных предприятий промышленности: ОАО «Минский автомобильный завод» — управляющая компания холдинга «Белавтомаз», ОАО «Минский подшипниковый завод», ОАО «Минский завод колесных тягачей», ООО "Завод автомобильных прицепов и кузовов «МАЗ-Купава», ОАО «Минскжелезобетон», ОАО «Минскдрев», СП ЗАО «Белтелекабель», НП ЧУП «Адани», ООО «ЛеанГрупп», ООО «Запагромаш» и другие, среднемесячный объём промышленного производства которых составляет более 160 млн рублей.
Более 60,0 % в общем объёме промышленного производства района занимают предприятия автомобилестроения и машиностроения (ОАО «МАЗ» — управляющая компания холдинга «Белавтомаз», ОАО «МЗКТ», ОАО «МПЗ»).
В связи с преимущественно экспортной направленностью экономики около трети всех поступлений от экспорта Минска даёт Заводской район.
На территории района также расположена свободная экономическая зона «Минск», которая включает на начало 2019 года 114 предприятий.

### Предприятия
На территории района расположено несколько десятков промышленных предприятий:
- Минский автомобильный завод
- Подшипниковый завод
- «Минскжелезобетон»
- «Минскдрев»
- ПО по выпуску игрушек «Мир»
- «Белсчёттехника»
- ТЭЦ-3
- Молочный комбинат
- Зеркальная фабрика
- 22 строительно-монтажные организации («Минскпромстрой» и др.)

Имеется 7 научно-исследовательских и проектно-конструкторских организаций.
Предприятия района поддерживают внешнеэкономические связи с 118 странами мира, в том числе экспорт товаров осуществляется на рынки 72 государств, основными торговыми партнёрами которых являются Россия, Украина, Казахстан, Литва, Соединённые Штаты Америки, Иран, Германия и Польша.

## Транспортная система

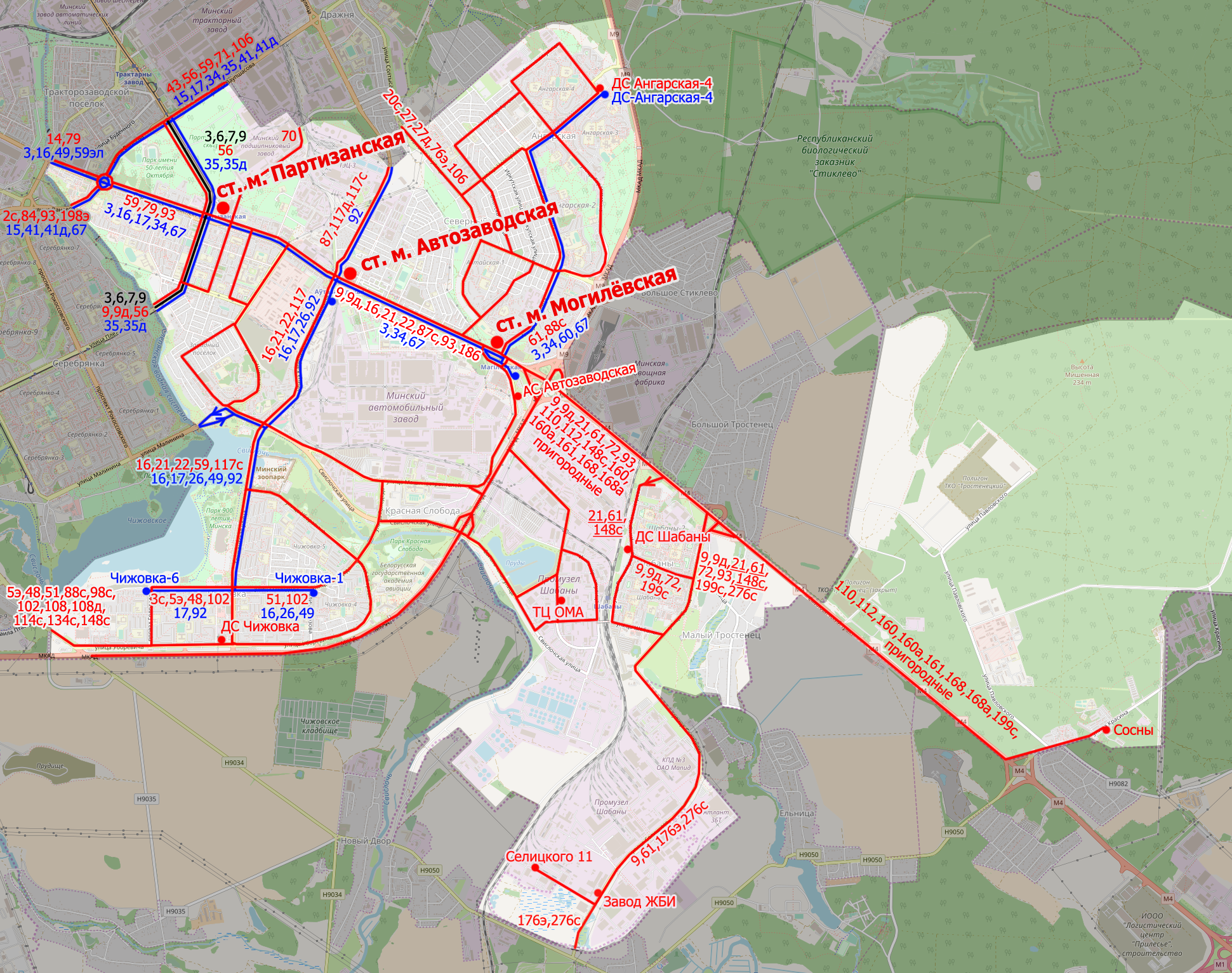
Транспорт в Заводском районе

Основные магистрали — Партизанский проспект, улицы Плеханова, Ангарская, Кабушкина, Ташкентская.
7 ноября 1997 года были открыты станции 2-й линии Минского метрополитена «Партизанская» и «Автозаводская», а в 2001 году была открыта станция «Могилёвская». Здесь же находится электродепо ТЧ-2 «Могилёвское». В планах развития Минского метрополитена — станция четвёртой линии в микрорайоне Чижовка (рабочее название — «Ташкентская»), а также продление Автозаводской (второй) линии на одну или две станции. Также район связан с другими районами города с помощью автобусных, троллейбусных и трамвайных сетей. Троллейбусное сообщение существует с 1958 года, когда от ж/д вокзала до ДС Автозавод был запущен троллейбусный маршрут № 3 (действует до сих пор по удлинённому маршруту). С 1953 по 1990 годы существовала трамвайная линия вдоль Партизанского проспекта (по северо-восточной стороне) от пересечения с улицей Плеханова до пересечения с улицей Радиальной; разобрана из-за строительства метро. Первоначальный вариант генерального плана развития Минска до 2030 года предполагал строительство трамвайной сети по улицам Малинина, Ташкентской, Кабушкина, Радиальной, Нестерова со строительством четырёх диспетчерских станций — ТЭЦ-3 (временной), «Ангарская», «Чижовка» (на ул. Голодеда) и в проектируемом микрорайоне «Новый двор».

## Образование и культура
На территории района расположены:
- ВУЗы:
  - Белорусский государственный экономический университет
  - Минский институт управления
  - Университет Гражданской Защиты МЧС Республики Беларусь
  - Учреждение образования «Белорусская государственная академия авиации»
  - Белорусский филиал РГСУ
  - Филиалы других учебных заведений
- средние специальные учебные заведения.

В районе работает 35 общеобразовательных школ, включая три гимназии.

## Здравоохранение
- 10-я городская клиническая больница
- 4-я городская детская клиническая больница[18]
- 5 городская клиническая больница (в состав входит родильный дом)[19]
- 10-я детская городская клиническая поликлиника[20]
- 4-я городская клиническая стоматологическая поликлиника[21]
- 17 городская поликлиника[22]
- 21 центральная районная поликлиника[23]
- 22 городская поликлиника[24]
- 22-я городская детская поликлиника[25]
- 23-я городская детская поликлиник[26]
- 36 городская поликлиника[27]

## Спорт

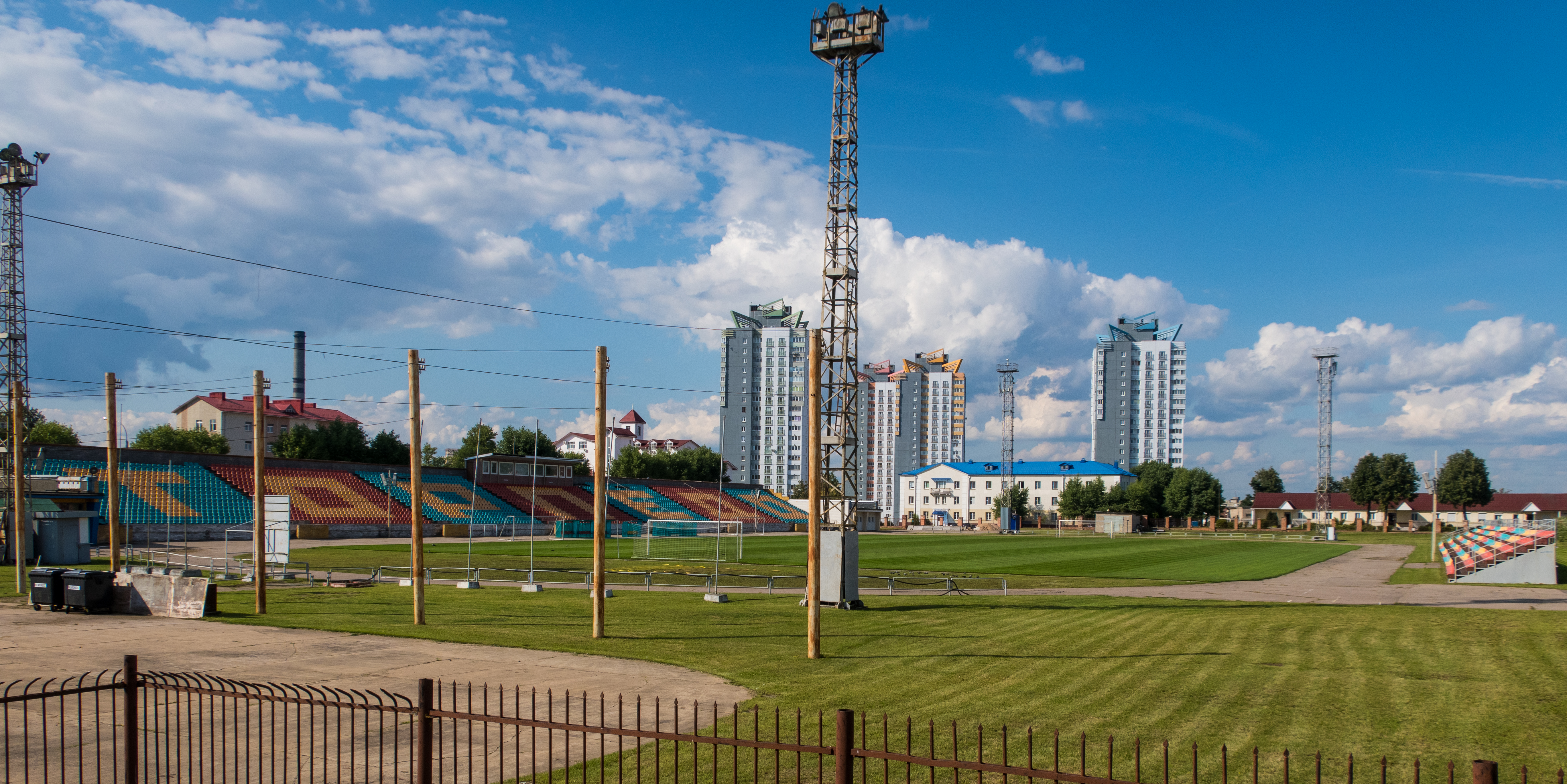
Стадион «Торпедо»

В районе имеются два крупных футбольных стадиона — «Торпедо» и «Трактор». Долгое время на них выступали футбольные клубы «Торпедо»/«Торпедо-МАЗ» и «Трактор» (впоследствии — МТЗ-РИПО и «Партизан»). В настоящее время оба стадиона используются другими командами. С 2019 года на северо-западе района строится Национальный футбольный стадион.
К Чемпионату мира по хоккею 2014 года на юге района был построен хоккейный стадион «Чижовка-Арена», принявший часть матчей этого чемпионата. После чемпионата на нём выступает хоккейный клуб «Юность» Белорусской экстралиги, изредка матчи КХЛ проводит хоккейный клуб «Динамо».

## Достопримечательности
На территории района:
- Установлены памятники В. И. Ленину (1948), участникам Минского коммунистического подполья братьям Гвидону и Борису Евдокимовым (1970), бюсты Н. А. Кедышко (1971), О. В. Кошевого (1973), Е. И. Чайкиной (1950), М. Казея, Л. Герасименко, К. Голикова, Н. Гойшика (1966)
- зоопарк
- Многофункциональный спортивно-развлекательный комплекс «Чижовка-арена»
- Парк 900-летия г. Минска
- Дворец культуры МАЗа
- ДДиМ «Золак»
- Новый драматический театр
- Кинотеатр «Комсомолец»
- Парк имени 50-летия Великого Октября.
- Памятник Т-72